# Yama (district)
Yama (耶麻郡, Yama-gun) is een district van de prefectuur Fukushima  in Japan.
Op 1 april 2009 had het district een geschatte bevolking van 30.830 inwoners en een bevolkingsdichtheid van 31,2 inwoners per km². De totale oppervlakte bedraagt 986,76 km².

## Dorpen en gemeenten
- Bandai
- Inawashiro
- Kitashiobara
- Nishiaizu

## Geschiedenis
- Op 1 januari 2006 werden de gemeenten Shiokawa, Yamato, Atsushiokanou en Takasato  aangehecht bij de stad  Kitakata.

Steden:
Aizuwakamatsu · Date · Fukushima (hoofdstad) · Iwaki · Kitakata · Koriyama · Minamisoma · Motomiya · Nihonmatsu · Shirakawa · Soma · Sukagawa · Tamura

Districten:
Adachi · Date · Futaba · Higashishirakawa · Ishikawa · Iwase · Kawanuma · Minamiaizu · Nishishirakawa · Onuma · Soma · Tamura · Yama
Gemeenten per district